# Halfcocked
Halfcocked (znani także jako Half-Cocked) – amerykańska grupa rockowa.
Została założona w 1997 w Bostonie. Najbardziej znana jest z utworu "Bad Reputation", wykorzystanego w 2001 w filmie Shrek.

## Członkowie zespołu
- Tommy O'Neil – gitara (dwa pierwsze albumy)
- Jhen Kobran – gitara basowa, drugi wokal
- Charlee Johnson – bębny
- Sarah Reitkopp – wokal
- Jaime Richter – gitara, drugi wokal (trzeci album)
- Johnny Heatley – gitara

## Albumy
- Occupation: Rock Star (1997)
- Sell Out (1999)
- The Last Star (2001)